# Special Olympics Niger
Special Olympics Niger (englisch: Special Olympics Niger) ist der nigrische Verband von Special Olympics International, der weltweit größten Sportbewegung für Menschen mit geistiger Beeinträchtigung und Mehrfachbeeinträchtigung. Ziel ist die sportliche Förderung dieser Personengruppe und die Sensibilisierung der Gesellschaft für sie. Außerdem betreut der Verband die nigrischen Athletinnen und Athleten bei den Special Olympics Wettbewerben.

## Geschichte
Special Olympics Niger wurde 2018 mit Sitz in Niamey gegründet.

## Aktivitäten
2019 waren 35 Athletinnen, Athleten und Unified Partner sowie 32 Trainer bei Special Olympics Niger registriert.
Der Verband nahm 2019 an den Programmen Athlete Leadership, Healthy Athletes, Young Athletes, Family Health Forums und Family Support Network teil, die von Special Olympics International ins Leben gerufen worden waren.

### Sportarten
Folgende Sportarten wurden 2019 vom Verband angeboten: 
- Fußball (Special Olympics)
- Leichtathletik (Special Olympics)

### Teilnahme an Weltspielen
• 2019 Special Olympics, World Summer Games, Abu Dhabi (4 Athletinnen und Athleten)